# Ernst von Kannewurff

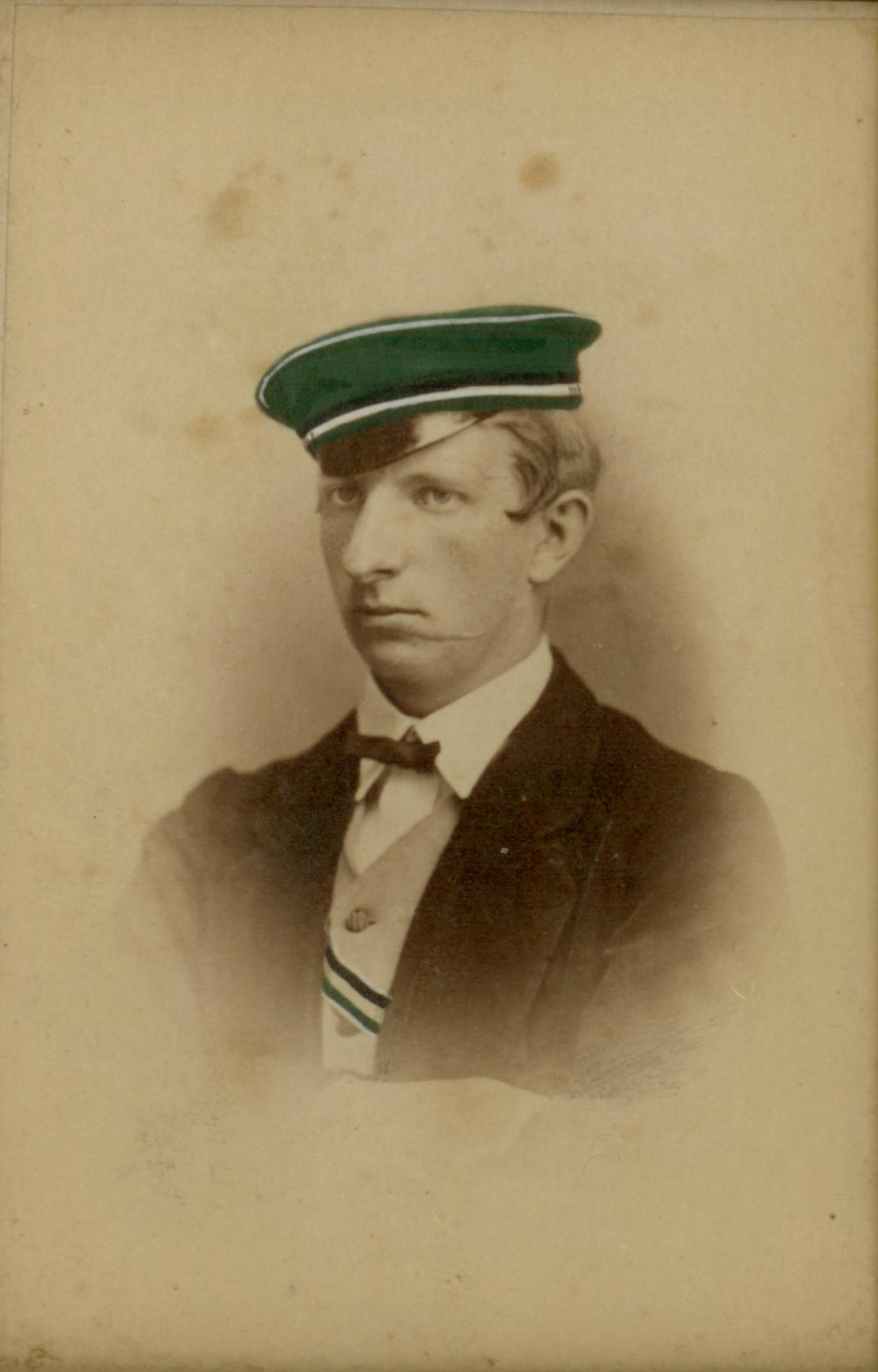
Ernst von Kannewurff

Erdmann Hans Ernst von Kannewurff (* 20. Januar 1850 auf Gut Baitkowen, Kreis Lyck; † 5. November 1907 in Königsberg i. Pr.) war ein deutscher Verwaltungsjurist in Preußen. Er war Landrat in Angerburg und Polizeipräsident in Königsberg.

## Leben
Ernst von Kannewurff war Sohn von Rudolf von Kannewurff (1804–1858), preußischer Hauptmann a. D. und Gutsherr auf Baitkowen, und dessen Ehefrau Adelheid geb. von Wagenfeldt (1818–1884), Tochter der Liddy von Podewils und des Offiziers und Gutsbesitzers zu Kl. Rhein Moritz von Wagenfeldt.
Kannewurff studierte an der Universität Jena Rechtswissenschaft. 1868 wurde er Mitglied, später Ehrenmitglied  des Corps Guestphalia Jena. Als Freiwilliger beim Ostpreußischen Kürassier-Regiment Nr. 3 kämpfte er im Deutsch-Französischen Krieg. Seit 1872 Referendar, wurde er Reserveoffizier seines Regiments, aus dem er als Rittmeister ausschied. In Königsberg förderte er die Stiftung des Corps Normannia Königsberg, das ihm im April 1874 das Band verlieh. Als Jurist war er zunächst in der landwirtschaftlichen Verwaltung tätig. Von 1883 bis 1892 war er Landrat des Kreises Angerburg. Dort hatte er einen Streit mit den Freisinnigen, der sogar das Preußische Abgeordnetenhaus beschäftigte. Später war Kannewurff Regierungsrat in Frankfurt (Oder), bevor er als Polizeipräsident nach Königsberg zurückkehrte. Dort war er Schirmherr der Waffenstudenten.
Kannewurff heiratete am 15. Juni 1900 in Partenkirchen Augusta Gräfin von der Goltz (* 25. März 1865 auf Gut Schönau, Kreis Graudenz; † 30. Mai 1950 in Bethel). Sie war die Tochter des preußischen Kammerherrn, Gesandten und Majors August Graf von der Goltz, Gutsherr auf Schönau, und der Agnes von Podewils. Sie hatten einen 1901 in Königsberg i. Pr. geborenen Sohn Heinrich Gottlob, der 1913 kgl. preuß. Kadett in Potsdam war und dann als Soldat im 2. Leib-Husaren-Regiment „Königin Viktoria von Preußen“ Nr. 2 diente. Er starb als kgl. preuß. Unteroffizier 1919, zuletzt im I. Kurländischen Reiter-Regiment der Eisernen Division in Riga bei einem Patrouillenritt.